# The Hypnotic Detective
Pour plus de détails, voir Fiche technique et Distribution.
The Hypnotic Detective est un film muet américain réalisé par Colin Campbell et sorti en 1912.

## Fiche technique
- Titre : The Hypnotic Detective
- Réalisation : Colin Campbell
- Scénario : Colin Campbell
- Producteur : William Selig
- Société de production : Selig Polyscope Company
- Pays de production :  États-Unis
- Format : Noir et blanc — 35 mm — 1.33:1 — Muet
- Genre : Film dramatique
- Date de sortie : 
  - États-Unis : 15 février 1912

## Distribution
- Charles Clary : Professeur Locksley
- Frank Weed : Docteur Pelham
- George L. Cox
- Edgar G. Wynn
- William Stowell
- Harry Lonsdale : Alfred Morton
- Winifred Greenwood : la veuve Morton
- Lillian Leighton
- Adrienne Kroell